# Better Man Than Me
Better Man Than Me er en dansk kortfilm fra 2010 instrueret af Bruce Gladwin.

## Medvirkende
- Archie Gladwin, Danser
- Louis Schou Hansen, Danser
- Snorre Hansen, Danser